# David Zawada
David Zawada, (Dusseldorf, 1 de agosto de 1990) é um lutador profissional de artes marciais mistas alemão que atualmente compete pelo UFC na categoria dos meio-médios.

## Início
Zawada treina no UFD Gym em Dusseldorf onde ele treina com o campeão do KSW Roberto Soldić.

## Vida Pessoal
Seu irmão mais velho, Martin Zawada, também é lutador de MMA e luta pela KSW.

## Carreira no MMA

### Início de carreira
Zawada lutou em várias organizações regionais, tais como o KSW e RFC. Ele acumulou um cartel de 16-3 até ser contratado pelo UFC em 2018.

### Ultimate Fighting Championship
Zawada fez sua estreia no UFC em 22 de julho de 2018 contra Danny Roberts, substituindo o lesionado Alan Jouban no UFC Fight Night: Shogun vs. Smith. Ele perdeu por decisão unânime. A luta rendeu a ambos os lutador o bônus de Luta da Noite.
Em sua segunda luta no UFC ele enfrentou Li Jingliang em 24 de novembro de 2018, substituindo Elizeu dos Santos no UFC Fight Night: Blaydes vs. Ngannou 2. Ele perdeu a luta por nocaute técnico no terceiro round.
Zawada enfrentou Abubakar Nurmagomedov em 9 de novembro de 2019 no UFC Fight Night: Zabit vs. Kattar. Ele venceu por finalização no primeiro round. A vitória rendeu a Zawada seu primeiro bônus de “Perfomance da Noite”.

## Cartel no MMA
| Cartel no MMA   |             |            |
| 24 lutas        | 17 vitórias | 7 derrotas |
| Por nocaute     | 11          | 2          |
| Por finalização | 4           | 1          |
| Por decisão     | 2           | 4          |

| Res.    | Cartel | Oponente              | Método                                   | Evento                                 | Data       | Round | Tempo | Local             | Notas                                       |
| ------- | ------ | --------------------- | ---------------------------------------- | -------------------------------------- | ---------- | ----- | ----- | ----------------- | ------------------------------------------- |
| Derrota | 17-7   | Alex Morono           | Decisão (unânime)                        | UFC Fight Night: Brunson vs. Till      | 04/09/2021 | 3     | 5:00  | Las Vegas, Nevada |                                             |
| Derrota | 17-6   | Ramazan Emeev         | Decisão (dividida)                       | UFC on ABC: Holloway vs. Kattar        | 16/01/2021 | 3     | 5:00  | Abu Dhabi         |                                             |
| Vitória | 17-5   | Abubakar Nurmagomedov | Finalização (triângulo)                  | UFC Fight Night: Zabit vs. Kattar      | 09/11/2019 | 1     | 2:50  | Moscou            | Performance da Noite.                       |
| Derrota | 16-5   | Li Jingliang          | Nocaute Técnico (socos)                  | UFC Fight Night: Blaydes vs. Ngannou 2 | 24/11/2018 | 3     | 4:07  | Beijing           |                                             |
| Derrota | 16-4   | Danny Roberts         | Decisão (dividida)                       | UFC Fight Night: Shogun vs. Smith      | 22/07/2018 | 3     | 5:00  | Hamburgo          | Estreia no UFC; Luta da Noite.              |
| Vitória | 16-3   | Michał Michalski      | Finalização (mata leão)                  | KSW 43                                 | 14/04/2018 | 3     | 0:48  | Wrocław           |                                             |
| Vitória | 15-3   | Maciej Jewtuszko      | Decisão (unânime)                        | KSW 40                                 | 22/10/2017 | 3     | 5:00  | Dublin            |                                             |
| Vitória | 14-3   | Andreas Ståhl         | Nocaute Técnico (socos)                  | German MMA Championship 11             | 22/04/2017 | 1     | 1:24  | Castrop-Rauxel    |                                             |
| Vitória | 13-3   | Robert Radomski       | Nocaute Técnico (socos)                  | KSW 37                                 | 03/12/2016 | 1     | 1:24  | Kraków            |                                             |
| Vitória | 12-3   | Stefan Larisch        | Nocaute (socos)                          | Respect FC 16                          | 09/04/2016 | 1     | 0:30  | Cologne           | Ganhou o cinturão meio-médio do Respect FC. |
| Derrota | 11-3   | Kamil Szymuszowski    | Decisão (dividida)                       | KSW 33                                 | 07/12/2015 | 3     | 5:00  | Kraków            |                                             |
| Vitória | 11-2   | Stefan Sekulić        | Nocaute Técnico (socos)                  | Serbian Battle Championship 6          | 19/09/2015 | 2     | 2:24  | Vojvodina         |                                             |
| Vitória | 10-2   | Aldin Osmančević      | Nocaute Técnico (socos)                  | Montenegro Fighting Championship 3     | 27/07/2015 | 1     | 0:47  | Budva             |                                             |
| Derrota | 9-2    | Borys Mańkowski       | Finalização (triângulo de mão)           | KSW 29                                 | 07/07/2014 | 1     | 1:20  | Kraków            | Pelo cinturão Meio Médio do KSW.            |
| Vitória | 9-1    | Sebastian Risch       | Nocaute Técnico (interrupção médica)     | German MMA Championship 5              | 13/02/2014 | 1     | 2:39  | Castrop-Rauxel    |                                             |
| Vitória | 8-1    | Luca Vitali           | Nocaute (soco)                           | Swiss MMA Championship 1               | 07/07/2013 | 2     | 0:48  | Basel             |                                             |
| Derrota | 7-1    | Djamil Chan           | Nocaute (joelhada)                       | Respect FC 9                           | 07/02/2013 | 1     | 1:34  | Dormagen          | Pelo cinturão Meio Médio do Respect FC.     |
| Vitória | 7-0    | Kerim Engizek         | Decisão (majoritária)                    | SFC 11                                 | 15/09/2012 | 3     | 5:00  | Düren             |                                             |
| Vitória | 6-0    | Egny Borges           | Finalização (guilhotina)                 | SFC 10                                 | 02/06/2012 | 1     | 1:04  | Mainz             |                                             |
| Vitória | 5-0    | Garcia Chambe         | Nocaute Técnico (interrupção médica)     | SFC 9                                  | 31/03/2012 | 1     | 4:37  | Göppingen         |                                             |
| Vitória | 4-0    | Maurice Skrober       | Nocaute Técnico (interrupção do córner)) | SFC 8                                  | 04/02/2012 | 1     | 4:50  | Mainz             |                                             |
| Vitória | 3-0    | Florian Ziebert       | Nocaute (joelhada voadora e socos)       | Respect FC 5                           | 09/04/2011 | 2     | 0:21  | Essen             |                                             |
| Vitória | 2-0    | Nerijus Slepetis      | Finalização (guilhotina)                 | GMA 7                                  | 03/04/2011 | 1     | 4:27  | Düsseldorf        |                                             |
| Vitória | 1-0    | Michael Zabrocki      | Nocaute Técnico (socos)                  | GMA 6                                  | 10/07/2010 | 11    | 2:34  | Düsseldorf        |                                             |